# Lancia Prisma
Lancia Prisma es un automóvil de turismo fabricado por la marca italiana Lancia entre 1982 y 1989.

## Características
En 1982 Lancia presenta un nuevo modelo basado en la plataforma del Fiat Ritmo, el Prisma, un sedan ligero diseñado por Giorgetto Giugiaro que presenta una línea clásica y sobria. Se fabricaron dos serie en el transcurso de 7 años (1982 y 1986), comercializándose un total de 386.697 ejemplares hasta 1989, fecha en que culmina la producción.

## Motores
| Modelo                  | Cilindrada | Potencia          | Torque            |
| ----------------------- | ---------- | ----------------- | ----------------- |
| 1.3 SOHC 8V             | 1301 cc    | 77 hp @ 5800 rpm  | 105 Nm @ 3400 rpm |
| 1.3 SOHC 8V             | 1301 cc    | 74 hp @ 5800 rpm  | 104 Nm @ 3400 rpm |
| 1.5 SOHC 8V             | 1498 cc    | 79 hp @ 5600 rpm  | 123 Nm @ 3200 rpm |
| 1.5 SOHC 8V             | 1498 cc    | 74 @ 5600 rpm     | 118 Nm @ 3000 rpm |
| 1.6 DOHC 8V             | 1585 cc    | 104 hp @ 6100 rpm | 135 Nm @ 3300 rpm |
| 1.6 DOHC 8V             | 1585 cc    | 98 hp @ 5900 rpm  | 127 Nm @ 4000 rpm |
| 1.6 DOHC 8V i.e.        | 1585 cc    | 89 hp @ 6250 rpm  | 124 Nm @ 4250 rpm |
| 1.6 DOHC 8V i.e.        | 1585 cc    | 108 hp @ 5900 rpm | 135 Nm @ 3500 rpm |
| 2.0 DOHC 8V             | 1995 cc    | 115 hp @ 5400 rpm | 163 Nm @ 3250 rpm |
| 1.9 Diésel SOHC 8V      | 1929 cc    | 64 hp @ 4600 rpm  | 119 Nm @ 2000 rpm |
| 1.9 Turbodiesel SOHC 8V | 1929 cc    | 79 hp @ 4200 rpm  | 172 Nm @ 2400 rpm |